# 啟德郵輪碼頭接駁巴士
啟德郵輪碼頭接駁巴士 是一條免費穿梭巴士路線，由香港旅遊發展局租賃巴士營運，方便郵輪旅客來往啟德郵輪碼頭及香港市區。

## 歷史
- 2013年3月16日，由香港旅遊發展局提供的啟德郵輪碼頭接駁巴士投入服務，以配合啟德郵輪碼頭首次供郵輪停泊及試業。[1][2]

## 服務時間和班次
由啟德郵輪碼頭開出
- 啟德郵輪碼頭有郵輪停泊時
- 24小時服務

接駁巴士
啟德郵輪碼頭接駁巴士將啟德郵輪碼頭與港鐵觀塘綫觀塘和九龍灣站連接。
| 編號         | 路線         | 路線 | 路線           | 備註   |
| ------------ | ------------ | ---- | -------------- | ------ |
| 免費接駁巴士 |              |      |                |        |
| KT1          | 啟德郵輪碼頭 | ↔    | 觀塘（裕民坊） | 循環線 |
| KT2          | 港鐵九龍灣站 | ↔    | 啟德郵輪碼頭   |        |

## 收費
此路線不收車費，任何人士皆可乘搭。